# Brevipalpus insinuatus
Brevipalpus insinuatus är en spindeldjursart som beskrevs av De Leon 1960. Brevipalpus insinuatus ingår i släktet Brevipalpus och familjen Tenuipalpidae. Inga underarter finns listade.